# Babenhausener Bach
Der Babenhausener Bach (auch Babenhauser Bach genannt) ist ein rund 3,8 km langer, orografisch linker Nebenfluss des Gellershagener Baches in Nordrhein-Westfalen, Deutschland, der auf dem Gebiet der Stadt Bielefeld, im Stadtbezirk Dornberg, entspringt und im Bielefelder Stadtbezirk Schildesche mündet.

## Verlauf
Der Babenhausener Bach entsteht westlich der Universität Bielefeld als Zusammenfluss mehrerer Quellarme innerhalb des Dornberger Auenparks. Aus diesem vorrangig mit Eichen und Buchen bestandenen Auenwald fließt das Gewässer in nordöstlicher Richtung ab, führt südlich an Babenhausen vorbei und durchquert daraufhin den Stadtteil Gellershagen, wo er ca. 100 m westlich der Jöllenbecker Straße von links in den Gellershagener Bach einmündet.
Das Gewässer überwindet während seiner Fließstrecke einen Höhenunterschied von rund 20 Metern, somit ergibt sich ein mittleres Sohlgefälle von 5,3 ‰.

## Gewässergüte
Die Gewässergüte des Babenhausener Baches befindet sich laut dem Gewässergütebericht aus dem Jahr 2008 im gesamten Verlauf in einem kritisch belasteten Zustand (Güteklasse II-III).